# IWGP U-30 Openweight Championship
O IWGP U-30 Openweight Championship foi um título da New Japan Pro Wrestling para lutadores abaixo dos 30 anos. Foi proposto como parte de um torneio chamado de  'G2 U-30 Climax'  pelo Hiroshi Tanahashi, que acabou por ganhar o torneio em abril de 2003. O U-30 Openweight Championship foi oficialmente reconhecido como um título IWGP em novembro de 2004. Depois disso o Hiroshi Tanahashi desocupou o título em 7 de junho de 2006 para focar-se no IWGP Heavyweight Championship, o U-30 Openweight Championship ficou inativo e mais tarde acabou por ser desativado.

## Historia do Título
| Lutador | Reinados | Data                 | Localização      | Notas                                                                 |
| --- | -------- | -------------------- | ---------------- | --------------------------------------------------------------------- |
| Hiroshi Tanahashi                                                                                            | 1        | 23 de abril de 2003  | Hiroshima, Japão | Derrotou o Shinya Makabe nas finais da G2 U-30 Climax.                |
| Shinsuke Nakamura                                                                                            | 1        | 4 de janeiro de 2005 | Tóquio, Japão    | Ganhou o título na Toukon Festival: Wrestling World 2005.             |
| Desocupado por solicitação da companhia em 1 de maio de 2005.                                                |          |                      |                  |                                                                       |
| Hiroshi Tanahashi                                                                                            | 2        | 18 de junho de 2005  | Quioto, Japão    | Derrotou o Toru Yano na final de um torneio round-robin de 6 pessoas. |
| Desocupado pelo Hiroshi Tanahashi em 7 de junho de 2006, para ele focar-se no IWGP Heavyweight Championship. |          |                      |                  |                                                                       |